# Castellazzo Novarese
Castellazzo Novarese est une commune italienne de la province de Novare dans la région du Piémont en Italie.

## Géographie
La ville est sur le bord de la plaine Novaraise, sur le début des collines. Il existe beaucoup de cours d'eau qui traversent la commune, les plus importants sont le canal du Diramatore Alto Novarese (it) ou le cavo Ospedale, alimenté par la roggia Mora.
La commune se trouve à 15 km de Novare, 37 km du lac Majeur et à 25 km du lac d'Orta.

## Administration
| Période                                  | Période | Identité | Étiquette | Qualité |
| ---------------------------------------- | ------- | -------- | --------- | ------- |
|                                          |         |          |           |         |
| Les données manquantes sont à compléter. |         |          |           |         |

### Communes limitrophes
Casaleggio Novara, Mandello Vitta, Sillavengo